# Aline Wirley
Aline Wirley da Silva (São Paulo, 18 de diciembre de 1981) es una actriz, cantante y compositora brasileña. En 2002 venció en el talent show Popstars y pasó a integrar la banda femenina brasileña Rouge hasta 2006, con el cual lanzó cuatro álbumes de estudio, Rouge (2002), C'est La Vie (2003), Blá Blá Blá (2004) e Mil e uma Noites (2005), vendiendo un total de 6 millones de copias y tornándose el grupo femenino más exitoso del Brasil y de los veinte que más vendieron en el mundo.
En 2008, estrenó como actriz de musicales al integrar el elenco de O Soar da Liberdade, con el personaje Mia. El 2 de febrero de 2009 lanzó su primer álbum solista, Saudades do Samba, influenciada po la tropicália, de forma independiente. En 2009, interpretó a Jane en Hairspray y, entre 2010 a 2011 estuvo en Hair como Mary Janet. Su destaque mayor, en su carrera, vino en 2012, al integrar Tim Maia: Vale Tudo, musical inspirado en el cantor, y en el papel de Zé Maurício hasta 2014. Al mismo tiempo, entre 2013 a 2014, recorrió diversas ciudades con su primera gira, titulada Ritualística, interpretando canciones de MPB y tropicália. En 2014, dio a luz a su primer hijo, Antônio. En 2016 retorna a los palcos con el musical Show em Simonal, interpretando Ângela, una de las Simonetes, las vocalistas que acompañaban a Wilson Simonal en sus shows.

## Biografía
Aline nació en 1981 en un suburbio de la ciudad de São Paulo. Luego, adolescente, se mudó a la ciudad de Cachoeira Paulista al separarse sus padres, viviendo con su madre y una tía. En 1996, a los 14 años, comenzó a cantar en el coral de la iglesia que frecuentaba. A partir de los 16 años pasó a integrar una banda de MPB y de bossa nova presentándose en bares y churrasquerías, con un vasto repertorio incluyendo a Tim Maia, Adriana Calcanhoto, Chico Buarque, Roberto Carlos, Elis Regina, su mayor ídolo.
Con el tiempo aprendió nociones básicas de inglés para incluir en sus shows musicales de artistas internacionales como Celine Dion, y Whitney Houston. En 1999 dejó la familia, mudándose a Taubaté con el sueño de estudiar en la Facultad de Artes Escénicas, así trabajó en diversos locales, desde vendedora hasta empleada doméstica para mantenerse.

## Carrera

### 2002–2006: Carrera con Rouge
En 2002 Aline se inscribe en el reality show Popstars, junto com otras 30 mil candidatas. Tras seis eliminatorias, Aline fue escogida como integrante de la girl band Rouge, junto con Lu Andrade, Fantine Thó, Karin Hils y Lissah Martins. El primer álbum de estudio del grupo, Rouge (2002), vendió más de 2 millones de copias en Brasil. El suceso del álbum fue impulsado por las canciones "Não Dá pra Resistir", "Beijo Molhado" y, principalmente, "Ragatanga", que ayudó a estabelecer al grupo como un fenómeno nacional, siendo denominados "las Spice Girls brasileñas". Con tal éxito del álbum estrella del grupo, ese mismo año se lanzó un álbum de remixes titulado Rouge Remixes, para público de la música electrónica. El segundo álbum de estudio, C'est La Vie (2003), vendió aproximadamente 250 mil copias, y produjo los hits "Brilha la Luna" y "Um Anjo Veio me Falar", marcando también el último trabajo con Luciana Andrade, que dejó al grupo a inicio de 2004. Tras la salida de Luciana, las cuatro integrantes remanentes prosiguieron y lanzaron los álbumes Blá Blá Blá (2004) y Mil e uma Noites (2005). El grupo se separó definitivamente en junio de 2006, cuando el contrato con Sony Music expiró y no fue renovado. A lo largo de cuatro años, el grupo vendió cerca de 6 millones de discos, tornándose el grupo femenino con más éxito del Brasil y uno de los veinte que más vendieron en el mundo, y recibió dos discos de oro, dos discos de platino, un disco de platino doble y un disco de diamante por la ABPD.

### 2006–presente:Saudade do Sambaen teatro
A final de 2005 Aline graba una participación en el álbum en vivo y DVD de la banda de pop rock Lagunna, que se lanzó en 2006, interpretando la canción "Minha Vez". En ese momento, pasó a utilizar como nombre artístico en carrera solo Aline Willy. En 2006 comienza a grabar algunas canciones para su propio repertorio, y liberadas en su Myspace. En 2007, realiza participaciones en el álbum del cantor de samba Leandro Lehart, exvocalista de Art Popular, haciendo "Amor Ferido", estando por primera vez sin su antiguo grupo en programas de tv. A finales de 2008, pasa las pruebas para participar del musical O Soar da Liberdade, interpretando una de las protagonistas. En esa ocasión la cantora había cambiado su nombre artístico por Aline Silva con el objetivo de parecer más popular.
Tras tres años trabajando en sus composiciones, el 2 de febrero de 2009 lanzó su primer álbum de estudio itulado Saudade do Samba. El trabajo, inspirado en Elis Regina y Chico Buarque es lanzado por la grabadora independiente, centrado en las raíces del samba y de MPB, dejando de lado la antigua música pop que realizaba. El simple homónimo "Saudade do Samba" se lanzó luego en febrero de ese año, y su segunda música de trabajo, "Sufoco", con mayor destaque al ser incluida en la trilla sonora de la novela Mutantes: Promessas de Amor. A fines de 2009 junto con su amiga Karin Hils pasa a integrar el elenco de la adaptación del musical de Broadway Hairspray, ganando destaque por su desempeño a pesar de su pequeño papel. A partir de ese año mudó su nombre artístico por tercera vez a Aline Wirley, su segundo sobrenombre, a fin de sonar más sofisticado para los musicales. Entre 2010 y 2011 gana fama al participar del renombrado Hair, otra adaptación directa de Broadway. En 2012, entra al elenco principal de Tim Maia: Vale Tudo, musical que relata en canciones la vida y obra del cantor Tim Maia En 2013, início a su nuevo show solista titulado Ritualística, realizando una presentación en Rio con un repertorio variado, recorriendo diversas canciones importantes históricamente de la tropicália en MPB, viajando por el Brasil hasta finales de 2014.

## Vida personal
En 2010, comenzó su romance con el actor Igor Rickli, conviviendo desde 2012, sin oficializar la unión. En marzo de 2014, anunció su primer embarazo, y el 26 de septiembre nace su primer hijo, Antônio. El 14 de mayo de 2015 se casó oficialmente con Igor, tras cinco años de relación, en ceremonia sorpresa realizada por el actor. Ambos se han declarado bisexuales. En septiembre de 2015, fue embajadora de la ONG Aldeias Infantis SOS Brasil.

## Teatro
| Año     | Título              | Personaje         | Ref.  |
| ------- | ------------------- | ----------------- | ----- |
| 2008–09 | O Soar da Liberdade | Mia               | [ 3 ] |
| 2009    | Hairspray           | Jane              | [ 5 ] |
| 2010–11 | Hair                | Mary Janet        | [ 5 ] |
| 2012–14 | Tim Maia: Vale Tudo | Zé Maurício       | [ 6 ] |
| 2016–17 | Show em Simonal     | Ângela (Simonete) | [ 9 ] |

## Discografía

### Álbumes de estudio
| Álbum            | Detalles                                                                      |
| ---------------- | ----------------------------------------------------------------------------- |
| Saudade do Samba | - Lanzamiento: 2 de febrero de 2009 - Formatos: CD - Grabadora: Independiente |

### Simples
Como artista principal
| Título             | Año  | Álbum            |
| ------------------ | ---- | ---------------- |
| "Saudade do Samba" | 2009 | Saudade do Samba |

Como artista invitada
| Título                                      | Año  | Álbum          |
| ------------------------------------------- | ---- | -------------- |
| "Sei Quella Per Me" (Rio part. Aline Silva) | 2008 | Mariachi Hotel |

### Otras apariciones
| Canción                           | Año  | Otro(s) artista(s) | Álbum                       |
| --------------------------------- | ---- | ------------------ | --------------------------- |
| "Minha vez"                       | 2006 | Grupo Lagunna      | Introvivo                   |
| "Amor Ferido"                     | 2007 | Leandro Lehart     | Vem Dançar o Mestiço        |
| "Sufoco"                          | 2009 | n/a                | Mutantes: Promessas de Amor |
| "Cartas Pra Você" (backing vocal) | 2009 | NX Zero            | Agora                       |
| "Coração de Mãe"                  | 2012 | Mariani            | Saudades do Amanhã          |

### Videoclips
| Título              | Año  | Director      | Notas                              |
| ------------------- | ---- | ------------- | ---------------------------------- |
| "Sei Quella Per Me" | 2008 | Emerson Godoi | Artista invitado; Videoclip de Rio |

## Filmografía
| Año  | Título                   | Personaje                | Nota |
| ---- | ------------------------ | ------------------------ | --- |
| 2002 | Popstars                 | Ela mesma / Participante | Temporada 1 |
| 2002 | Rouge: A História        | Presentadora             | |
| 2003 | Romeu e Julieta          | Amiga de Julieta         | Especial de final de año |
| 2005 | Floribella               | Ela mesma                | Episódio: "14 de julho de 2005" |
| 2007 | Dance Dance Dance        | Ela mesma                | Episódio: "12 de janeiro de 2008" |
| 2009 | Cortinas                 | Presentadora             | TV Aparecida |
| 2013 | Fábrica de Estrelas      | Ela mesma                | Episódio: "A Volta do Rouge" (Temporada 1, Episodio 2) Episodio: "Tudo É Rouge" (Temporada 1, Episodio 3) Episodio: "Faria Tudo Outra Vez" (Temporada 1, Episodio 4) |
| 2022 | The Masked Singer Brasil | Ela mesma / Participante | Temporada 2 |
| 2023 | Big Brother Brasil       | Ela mesma / Participante | Temporada 23: "2ª finalista" |

| Año  | Título                            | Personaje  |
| ---- | --------------------------------- | ---------- |
| 2003 | Xuxa Abracadabra                  | Ella misma |
| 2005 | Eliana em O Segredo dos Golfinhos | Ella misma |

## Giras
- Turnê Ritualística (2013–14)[7]